# Now Kāsht
Now Kāsht (persiska: نو کاشت) är en ort i Iran.   Den ligger i provinsen Gilan, i den nordvästra delen av landet, 270 km nordväst om huvudstaden Teheran. Now Kāsht ligger 17 meter över havet och antalet invånare är 859.
Terrängen runt Now Kāsht är platt åt nordost, men åt sydväst är den kuperad.Runt Now Kāsht är det tätbefolkat, med 493 invånare per kvadratkilometer. Närmaste större samhälle är Māsāl, 4,6 km väster om Now Kāsht. Trakten runt Now Kāsht består till största delen av jordbruksmark.